# Зоран Полич
Зоран Полич ((партизанско име: Марко Скалар) Ленарт в Словенских Горицах, 20. децембар 1912 — Љубљана, 12. јуни 1997), учесник Народноослободилачке борбе и друштвено-политички радник СФР Југославије и СР Словеније.

## Биографија
Рођен је 1912. године. Дипломирао је на Правном факултету. Учествовао је у НОБ од 1941. Био је члан Обласног руководства Ослободилачког фронта Словеније у Љубљани, члан Извршног одбора ОФ Словеније, члан Главног штаба НОВ и ПО Словеније и начелник судског одсека Главног штаба Словеније. Био је члан Авноја и Уставотворне скупштине ДФЈ. У првој влади Словеније био је министар за унутрашње послове, затим министар финансија, секретар, а касније члан Извршног већа НР Словеније. Године 1956. постао је државни подсекретар за финансије ФНРЈ и секретар Савезног секретаријата за буџет и општу управу. Био је члан  Законодавно-правне комисије Савезне скупштине и члан
Одбора за друштвено-економске односе Савезног већа. Био је члан Савезне и Републичке уставне комисије. Савезни посланик и члап Председништва конференције ССРН Словеније.
Од 1959. био је члан Централног комитета Југословенског савеза борачких удружења и потпредседник Савеза борачких удружења Југославије и члан руководстава или председништава Словеначког савеза Словеначког савеза борачких удружења (до његовог распада 1990. године) и Југославије. Такође је радио у области спорта, између осталог као председник Словеначког савеза (1946-55) и потпредседник Југословенског савеза за физичку културу (од 1952. године Партизаново друштво за физичко васпитање - ТД Партизан, које је после рата заменило Сокол ) и председник Југословенског олимпијског комитета (1964-73). 

## Одликовања
- Партизанска споменица 1941.
- Орден народног ослобођења
- Орден заслуга за народ  I степен
- Орден братства и јединства  I степен
- Партизански крст